# Чорин дол
Чорин дол или Сречковац (на сръбски: Срећковац или Srećkovac, е село в община Пирот, Пиротски окръг, Сърбия. През 2011 г. населението му е 162 души, докато през 1991 е било 221 души.

## География
Селото се намира непосредствено на запад от старата сръбско-българска граница, прокарана по Берлинския договор от 1878 година.

## История
В съкратен регистър на Пиротския кадилък от 1530 година Черин дол е отбелязано като село с 9 домакинства и 1 неженен жител.
През 1849 година свещеник Василий от Чоринъ-долъ е спомоществувател на учебника „Извод от физика“ на Найден Геров, а в 1856 година - на второто издание на „Евангелие поучително“ на Софроний Врачански.
Чорин дол попада в Сърбия по Берлинския договор от 1878 година. Сръбските власти го преименуват на Сречковац по името на Панта Сречкович, първи сръбски пиротски окръжен началник, противник на местните българи.
Според сръбския автор Мита Ракич в 1879 година Сречковац има 55 къщи и 347 жители (192 мъже и 155 жени). Всички са неграмотни. В 1909 година в къщата на Вучко Ненич, е отворена първата кръчма в селото, която обслужва и жителите на Планиница.
През 1915-1918 и 1941-1944 година селото е в границите на военновременна България. По време на Първата световна война, в началото на октомври 1915 година край Чорин дол се водят сражения. Сава Стоянович, командир на отделение в Четвърти артилерийски полк,  описва селото по следния начин:
| „ | Ударих после през с. Чорин дол - мръсно, кално, полусрутено пусто ... Накъдето и да се обърнеш, виждаш страшно зинали черни дупки - жителите бяха избягали, като задигнали всичко що е могло да се изнесе, даже вратите и прозорците бяха изкъртени; така че без преувеличение всяка къща представляваше от себе си нещо като грозен човешки череп .. Само тук-таме, изправена до някой праг, стърчеше неподвижно по някоя бабичка или прегърбен старец с охлузган, мазен шопски калпак върху побеляла глава; или куче някое с подвита от страх опашка... И все пак забелязах нещо, което стполя сърцето като слънчев лъч, промъкнал се нейде през черни облаци, нещо, което напомня за живота в това царство на смъртта - товя бяха цветята, които боззлобно, с детска наивност и любопитство си подаваха главичките зад плетищата, без да разбират тази трагедия, която се разиграваше около тях. Нямаше къща без градинка - па макар место колкото една котка да се протегне - и в нея цветя! | “ |

### Втора световна война
По време на Втората световна война селото отново носи оригиналното си име – Чорин дол. То е част от Царибродска околия. Център е на енория в Царибродската духовна околия, в която освен Чорин-дол влизат и Гоин дол, Горна Планиница, Долна Планиница и Бански дол. На 1 февруари 1943 година в Чорин дол е основано читалище „Самообразование“ с председател местния учител Методи Николов Лазаров. В читалището има още 32 члена.

## Население
- 1916 – 579 жители.[10]
- 1948 – 656 жители.
- 1953 – 655 жители.
- 1961 – 512 жители.
- 1971 – 359 жители.
- 1981 – 278 жители.
- 1991 – 221 жители.
- 2002 – 162 жители.
- 2011 – 101 жители.

Според преброяването от 2002 година 156 жители на селото са сърби, 5 – роми, а един – българин.

## Личности
Починали в Чорин дол
- Юрдан Добрев Касъзов (Касъров), български военен деец, майор, загинал през Първата световна война[11]